# Hydriomena beryllata
Hydriomena beryllata là một loài bướm đêm trong họ Geometridae.